# Saque de Roma (1084)
O saque de Roma de maio de 1084 foi realizado pelos normandos da Itália e foi consequência do pedido de ajuda feito pelo papa ao duque da Apúlia Roberto Guiscardo.

## História
O papa Gregório VII foi cercado no Castelo de Santo Ângelo pelo imperador Henrique IV em junho de 1083. Desesperado, ele pediu ajuda a Guiscardo, que estava então lutando contra o imperador bizantino Aleixo I Comneno nos Balcãs. Ele retornou rapidamente para a Itália e marchou com 36.000 soldados, entrando em Roma e forçando Henrique a recuar. Porém, uma revolta da população levou a três dias de saque, após o qual Guiscardo escoltou o papa de volta a São João de Latrão. Os normandos pilharam principalmente a cidade antiga, que era então uma das mais ricas da Itália. Após dias de violência, os romanos se rebelaram e os normandos tocaram fogo na cidade. Muitos dos edifícios da cidade foram destruídos nos montes Capitolino e Palatino, na área entre o Coliseu e São João de Latrão. 
No final, a população romana acabou se rendendo aos soldados normandos.